# يوكي ماتسوبارا
يوكي ماتسوبارا (باليابانية: 松原 優吉) (5 سبتمبر 1988 في واكاياما في اليابان – )؛ هو لاعب كرة قدم ياباني سابق كان يلعب كمدافع.

## وصلات خارجية
- يوكي ماتسوبارا على موقع رابطة كرة القدم اليابانية للمحترفين (اليابانية)
- يوكي ماتسوبارا على موقع قاعدة بيانات كرة القدم.إي يو (الإنجليزية)
- يوكي ماتسوبارا على موقع Soccerway.com (الإنجليزية)